# Casa-fàbrica Prats
La casa-fàbrica Prats era un conjunt d'edificis situats al carrer de Sant Pau, 89-91 i 93 del Raval de Barcelona, actualment desapareguts.

## Història
Al tercer quart del segle xviii, aquestes terres eran propietat del pagès i expert del rei (auxiliar de topògraf) Lluís Galí i Reyt, la filla i hereva del qual, Gertrudis, es va casar amb el també pagès i expert del rei Francesc Rodés, que el 1792 va presentar unes al·legacions contra el projecte municipal d'enllaç del carrer de l'Om amb el de la Riereta a través de la seva propietat.

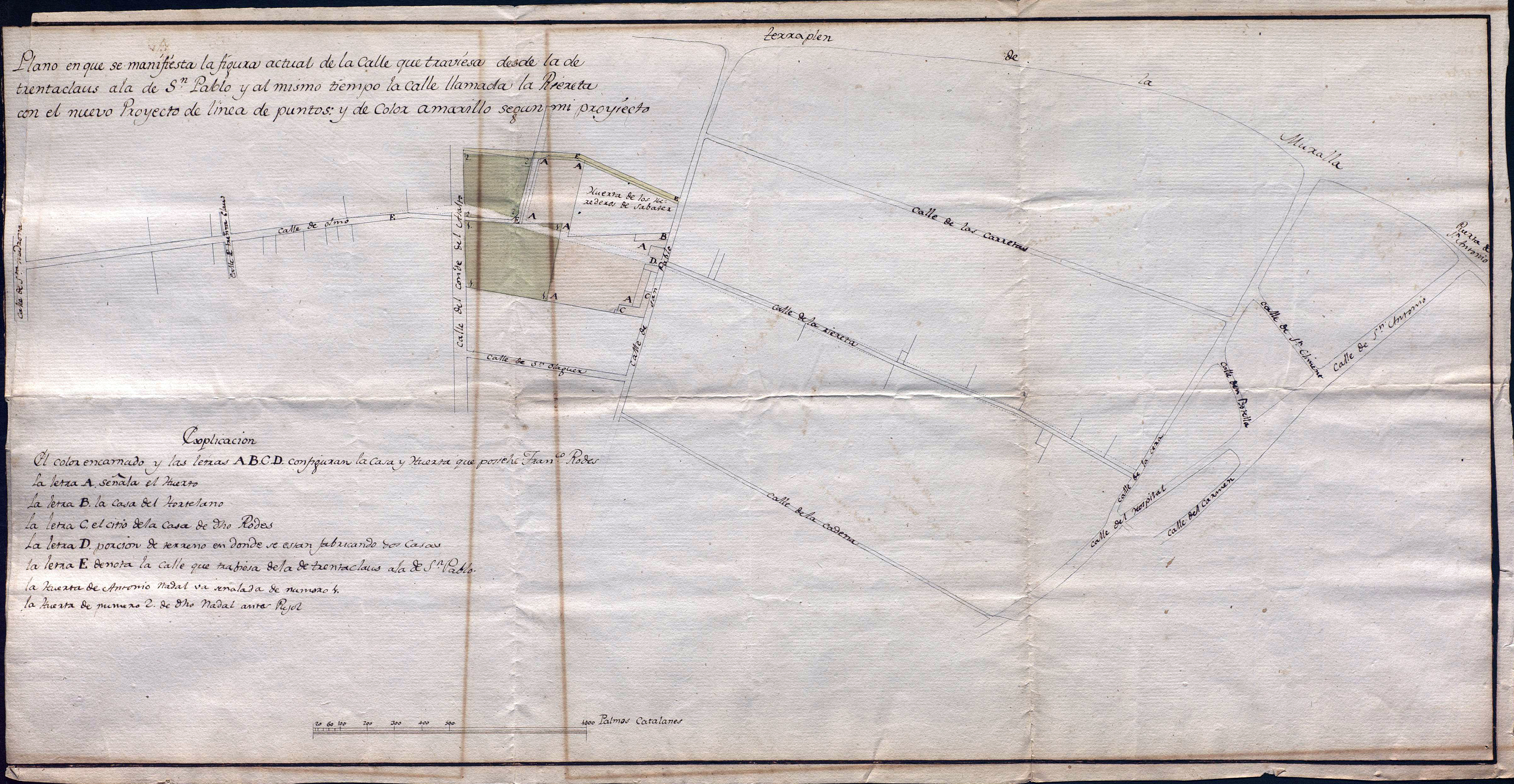
Projecte alternatiu de Francesc Rodés a la perllongació del carrer de la Riereta fins a Nou de la Rambla (1792)

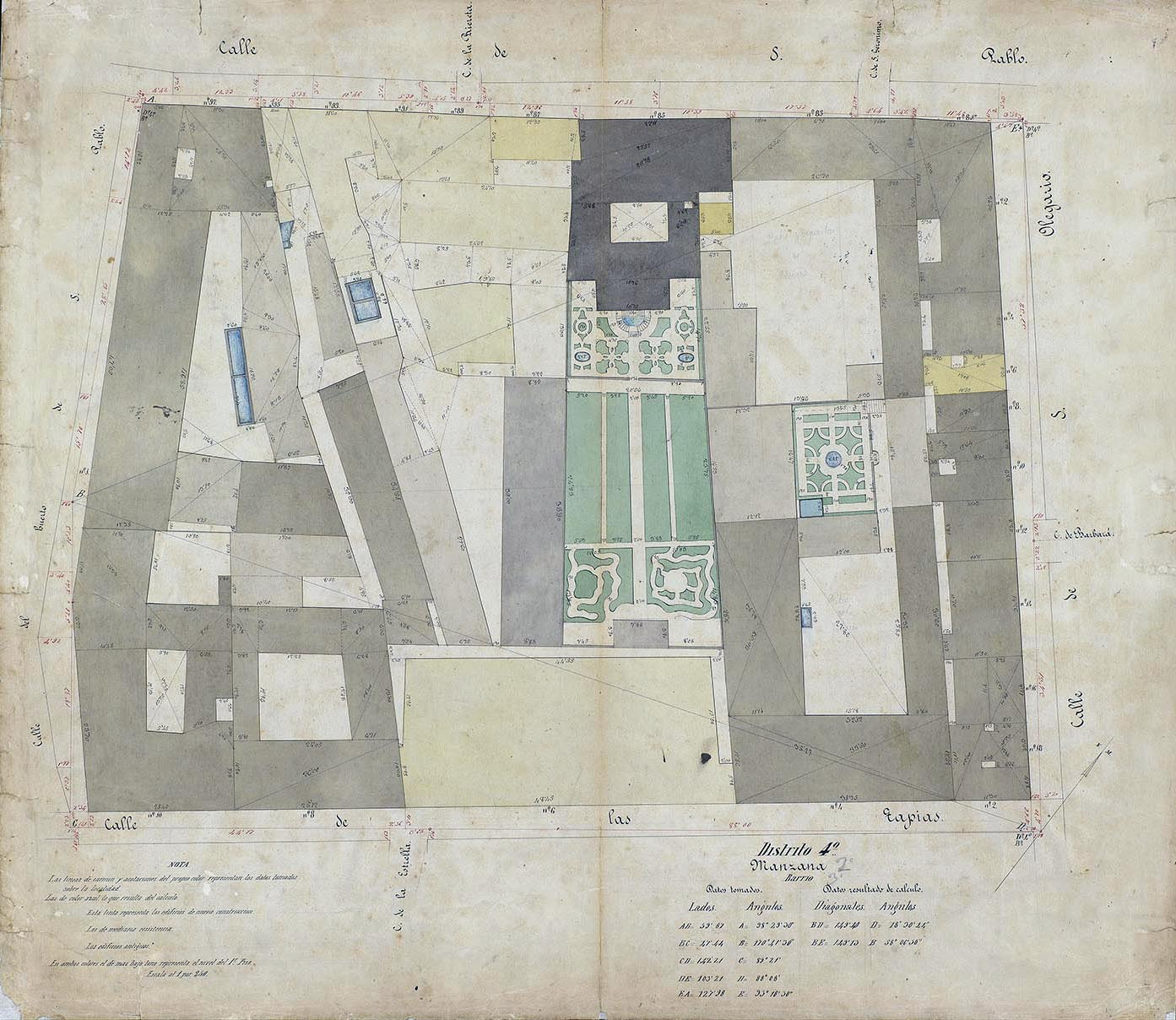
Quarteró núm. 89 de Garriga i Roca (c. 1860)

El seu hereu fou Josep Rodés i Galí, casat amb Teresa Soler, que a la mort del seu marit esdevingué usufructuària de la propietat. La seva filla Gertrudis Rodés i Soler es va casar amb el comerciant Pere Prats i Baruta, natural de l'Hospitalet, on els seus pares Maria Baruta i Pere Prats eren pagesos. Segons la Guía de forasteros en Barcelona del 1842, el seu germà Albert Prats i Baruta, fabricant de troques de cotó, hi tenia un prat de blanqueig.
El 1862, Pere Prats va demanar permís per a construir un edifici d'habitatges de planta baixa i quatre pisos a l'emplaçament de l'antiga casa de l'hortolà (núm. 93), segons el projecte del mestre d'obres Pau Martorell. Posteriorment, als núms. 89-91 hi hagué la fàbrica de teixits de Josep Trabal, la de Bru Güell (després Güell i Monràs) i el magatzem de teixits de Canadell germans.
El 1918 s'hi inaugurà el Cine Monumental, tancat el 1947. Un cop enderrocat, el solar va ser utilitzat com a aparcament, amb el nom de Parking Diana.